# Mark Ella (Politiker)

Mark Ella (2007)

Mark Ella (* 5. Oktober 1970 in Uppsala, Schweden) ist ein bremischer Politiker (FDP, parteilos). Er war Abgeordneter der Bremischen Bürgerschaft.

## Biografie

### Ausbildung und Beruf
Ella wuchs als Sohn einer Deutschen und eines Briten im Ruhrgebiet auf. 1989, nach dem  Abitur in Mülheim an der Ruhr, absolvierte er u. a. eine Ausbildung zum Chemielaboranten und schloss 2001 sein Studium des Chemieingenieurwesens als Diplomingenieur ab. Später studierte er nebenberuflich in Hamburg General Management. Von 2001 bis 2011 arbeitete er in leitender Funktion in Unternehmen der Umweltbranche. Seit Januar 2012 leitet er die Zweigstelle Nord des Hauses der Technik in Bremerhaven.
Ella ist seit April 2011 mit der Politikerin Susan Ella-Mittrenga (Grüne) verheiratet.

### Politik
Ella trat 2002 in die FDP in Bremerhaven ein. Im April 2004 wurde er zum stellvertretenden Landesvorsitzenden der FDP in Bremen gewählt und im Mai 2008 mit nur einer Gegenstimme im Amt bestätigt. Seit Juni 2004 war er der Vorsitzende des Bremer Landesverbandes der Vereinigung Liberaler Kommunalpolitiker (VLK). In dieser Funktion war er auch Mitglied im Bundesvorstand der VLK. Im Dezember 2010 wurde er in Plauen zum Bundesvorsitzenden des Kommunalpolitischen Beirates gewählt. Von 2007 bis 2009 wurde er in den Bundesvorstand der FDP gewählt. Im Juli 2011 trat er aus der FDP aus.
Von 2003 bis 2011 war Ella Vorsitzender der FDP-Fraktion in der Stadtverordnetenversammlung von Bremerhaven und unter anderem Mitglied im Finanz- und Wirtschaftsausschuss und im Ausschuss für Schule und Kultur. Seit seinem Austritt ist er parteiloses Mitglied in der Stadtverordnetenversammlung.
Ella war als Bremer Spitzenkandidat der FDP von 2007 bis 2011 Mitglied in der Bremischen Bürgerschaft. Er war bis zum Verlust des Fraktionsstatus stellvertretender Vorsitzender der FDP-Bürgerschaftsfraktion. Er war Mitglied im Ausschuss für  Angelegenheiten der Häfen, in der Wirtschaftsdeputation, im Wissenschaftsausschuss und in der Deputation für Kultur, die ihm zum Sprecher wählte.

### Verbandspolitik
Am 7. März 2012 wurde Mark Ella zum Vorsitzenden des Allgemeinen Deutschen Fahrrad-Clubs (ADFC) Kreisverband Bremerhaven gewählt.